# Petar Radaković
Petar Radaković (22. února 1937 – 1. listopadu 1966) byl jugoslávský fotbalista. Za Jugoslávii odehrál 19 zápasů. Proslavil se vstřelením vítězného gólu ve čtvrtfinále mistrovství světa 1962 proti Německu (1:0).
Celou svou kariéru strávil v HNK Rijeka a je považován za legendu klubu.
Zemřel na infarkt během tréninku ve věku 29 let.

## Klubová kariéra
Radaković začal hrát fotbal v roce 1952, a to v klubu HNK Rijeka, tehdy nazývaném NK Kvarner. Radaković se poprvé objevil v seniorském týmu 13. srpna 1954 v pohárovém utkání proti NK Lokomotiva Záhřeb, ve kterém vstřelil gól a zápas skončil 5:1.
Během prvních pěti sezón postoupil s Rijekou ze třetí ligy do první ligy. V sezóně 1960/61 byl Radaković vyhlášen nejlepším hráčem klubu a nejlepším pravým křídlem v Jugoslávii. Toto ocenění následně získal v letech 1962 a 1963.
I když měl nabídky z mnoha bělehradských klubů, které v té době dominovaly první lize, zůstal v Rijece.
Radaković odehrál za klub 408 zápasů, ve kterých vstřelil 68 gólů. Byl prvním hráčem národního týmu z Rijeky a prvním jejím hráčem, který se objevil na Mistrovství světa ve fotbale. Drží rekord pro nejrychleji vstřelený gól v historii klubu; tři sekundy.

## Úmrtí
Radaković poprvé začal mít problémy se srdcem během desetidenního turné po západním Německu na jaře 1963. O dva roky později, v jarní části sezóny 1964/65, si na doporučení lékaře vzal čas na odpočinek. Po třech měsících se vrátil na hřiště v posledním zápase sezony proti Crvene zvezdě Bělehrad. Nastoupil však ještě příliš brzy a po zápase musel podstoupit intenzivní léčbu, vyšetření a terapie. Vrátil se až v sezóně 1966/67, kdy nastoupil proti Željezničaru na Stadionu Kantrida. První dva zápasy sezóny proběhly bez incidentu, ale ve třetím zápase (proti Hajduku) po pouhých 25 minutách hry sám požádal kvůli zdravotním problémům o střídání. Navzdory tomu trénoval dál, byl vytrvalý a nevěřil lékařům, když tvrdili, že už nebude moci běhat na hřišti, užívat si atmosféru hry, slyšet potlesk z tribun.
Dne 1. listopadu 1966 Radaković zemřel na infarkt během tréninku. Byl pohřben na trsatském hřbitově 2. listopadu 1966 před zraky 15 000 lidí.

## Reprezentační kariéra
V letech 1959 až 1961 byl povolán do jugoslávského týmu do 21 let a B týmu Jugoslávie.
V reprezentaci Jugoslávie debutoval 18. června 1961 proti Maroku. Odehrál 19 zápasů a vstřelil 3 góly. Hrál na Mistrovství světa ve fotbale 1962, kde Jugoslávie skončila na čtvrtém místě.

### Reprezentační starty
| Jugoslávská fotbalová reprezentace | Jugoslávská fotbalová reprezentace | Jugoslávská fotbalová reprezentace |
| Rok                                | Zápasy                             | Góly                               |
| ---------------------------------- | ---------------------------------- | ---------------------------------- |
| 1961                               | 8                                  | 2                                  |
| 1962                               | 8                                  | 1                                  |
| 1963                               | 2                                  | 0                                  |
| 1964                               | 1                                  | 0                                  |
| Celkově                            | 19                                 | 3                                  |

### Reprezentační góly
| Gól | Datum            | Místo                                   | Soupeř          | Skóre | Výsledek | Soutěž                                           |
| --- | ---------------- | --------------------------------------- | --------------- | ----- | -------- | ------------------------------------------------ |
| 1.  | 8. října 1961    | Stadion FK Partizan, Bělehrad           | Jižní Korea     | 4 – 1 | 5 – 1    | Kvalifikace na Mistrovství světa ve fotbale 1962 |
| 2.  | 7. prosince 1961 | Gelora Bung Karno Main Stadium, Jakarta | Indonésie       | 0 – 1 | 1 – 5    | Přátelský zápas                                  |
| 3.  | 10. června 1962  | Estadio Nacional, Santiago de Chile     | Západní Německo | 1 – 0 | 1 – 0    | Mistrovství světa ve fotbale 1962                |

## Úspěchy

### Rijeka
- Jugoslávská druhá liga (1): 1957/58

### Individuální
- Hráč sezóny HNK Rijeka: 1960/61
- Nejlepší jugoslávské pravé křídlo: 1961, 1962, 1963
- Rijecká sportovní osobnost roku: 1962
- 9. nejlepší hráč v historii HNK Rijeka

## Pocta
Od roku 1969 pořádá HNK Rijeka mládežnický turnaj Memorijal Petar Radaković, kde každoročně soutěží čtyři mládežnické kluby. V roce 1972 Rijeka otevřela svou mládežnickou akademii, již pojmenovala po Petaru Radakovićovi.
Během května 2012 vytvořila na jeho počest Armada Rijeka, fanoušci HNK Rijeka, nástěnnou malbu poblíž Stadionu Kantrida.